# Galakta

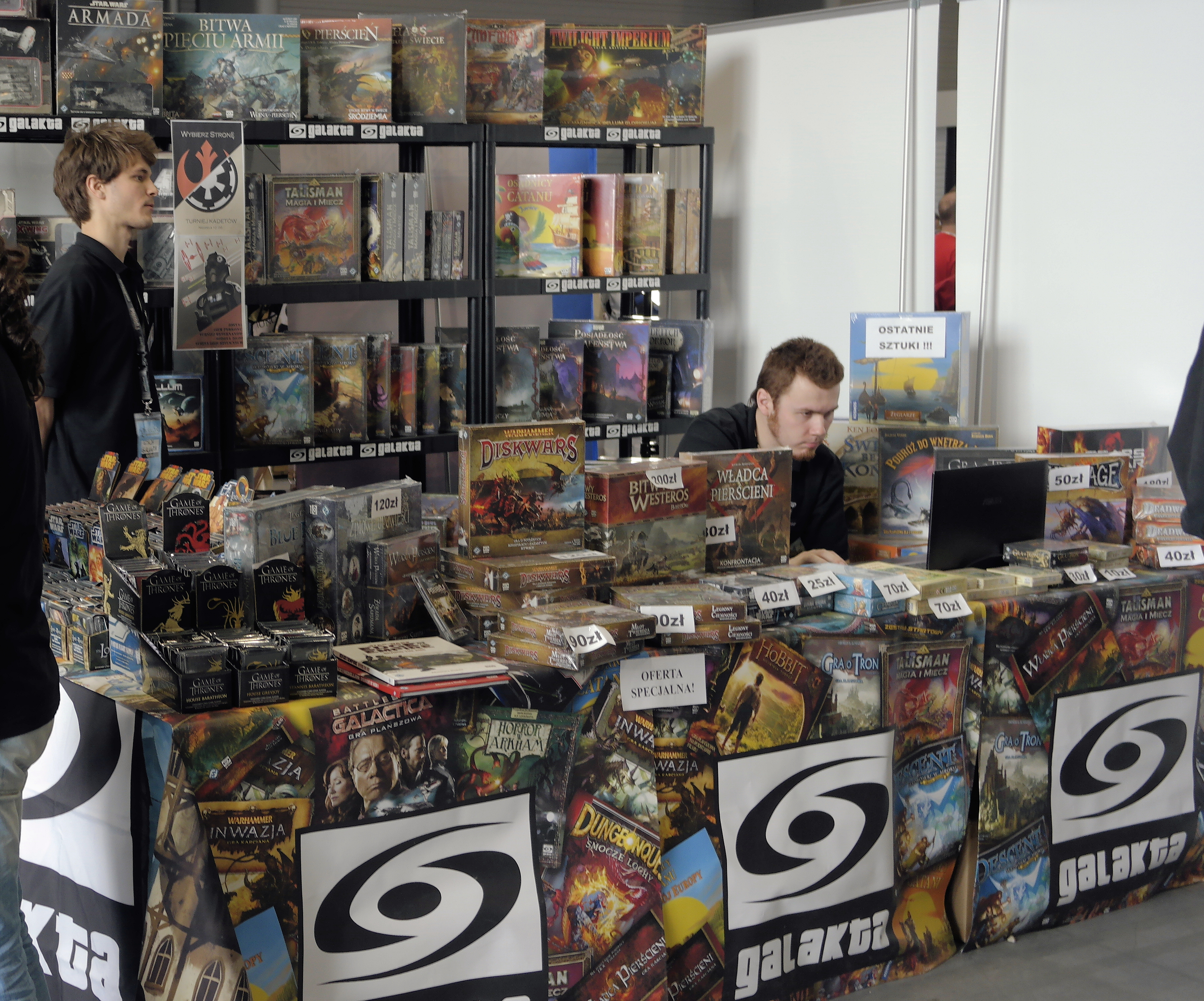
Stoisko wydawnictwa, Pyrkon 2015

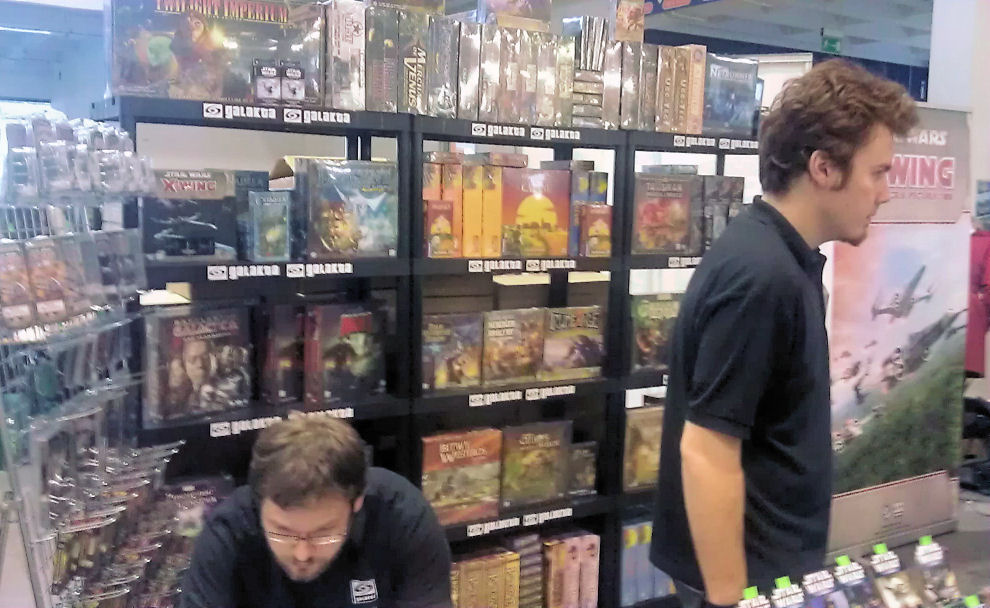
Stoisko wydawnictwa, Pyrkon 2013

Galakta – wydawnictwo zajmujące się wydawaniem polskich wersji gier planszowych oraz niekolekcjonerskich gier karcianych. Siedziba wydawnictwa znajduje się w Krakowie.
Wydawnictwo Galakta wydało wiele polskich tłumaczeń gier stworzonych przez amerykańskie wydawnictwo Fantasy Flight Games.

## Wydane gry

### Gry karciane
Gry karciane wydane w formacie LCG (Living Card Games) czyli wariancie kolekcjonerskim polegającym na sprzedaży zdefiniowanych zestawów kart. Cechą takiej dystrybucji kart jest brak losowości w zestawach oraz możliwość łatwego zakupienia pożądanych kart.
- Call of Cthulhu: Gra karciana (2008)
- Gra o tron: Gra karciana (2008)
- Warhammer: Inwazja (2009)[2]
- Władca Pierścieni: Gra karciana (2011)
- Android: Netrunner (2012)[3]
- Star Wars: Gra karciana (2012)[4]
- Warhammer 40,000: Podbój (2014)[5]
- Horror w Arkham: Gra karciana (2016)[6]

### Gry planszowe i bitewne
| Gra                                         | Data wydania    | Dodatki do gry |
| ------------------------------------------- | --------------- | --- |
| Anioł Śmierci                               | 2010            | |
| Arena Maximus                               |                 | |
| Battlestar Galactica                        | 2009            | - Pegasus - Exodus - Świt |
| Beowulf                                     | 2007            | |
| Bitwy Westeros                              | 2010            | - Bitwy Westeros: Strażnicy Zachodu - Bitwy Westeros: Strażnicy Północy - Bitwy Westeros: Władcy Rzeki - Bitwy Westeros: Plemiona Doliny - Bitwy Westeros: Bractwo Bez Chorągwi |
| Blood Bowl: Menedżer Drużyny - Gra Karciana | 2011            | |
| Blue Moon City                              | 2006            | |
| Chaos w Starym Świecie                      | 27 lutego 2012  | - Chaos w Starym Świecie: Rogaty Szczur (27 lutego 2012) |
| Civilization: Gra Planszowa                 | 10 czerwca 2011 | |
| Condottiere                                 | 2007            | |
| Cytadela                                    | 2005            | |
| Czerwony Listopad                           | 2008            | |
| Descent: Wędrówki w mroku (druga edycja)    | 2012            | |
| Dracula                                     | 2011            | |
| Drakon (druga edycja)                       | 2004            | |
| Dungeoneer                                  | styczeń 2005    | - Dungeoneer: Grobowiec Króla Nieumarłych (listopad 2005) - Dungeoneer: Krypta Przeklętych (styczeń 2006) - Dungeoneer: Smoki Zapomnianych Pustkowi (kwiecień 2006) - Dungeoneer: Zemsta Malthorina (grudzień 2006) - Dungeoneer: Kraina Lodowej Wiedźmy (kwiecień 2007) - Dungeoneer: Powrót Króla Nieumarłych (grudzień 2007) |
| DungeonQuest: Smocze Lochy                  | 10 czerwca 2011 | |
| Dust Tactics                                | 7 grudnia 2012  | |
| Filary Ziemi                                | 2007            | |
| Gears of War: Gra Planszowa                 | 7 grudnia 2011  | |
| Gra o Tron (pierwsza edycja)                | 2008            | |
| Gra o Tron (druga edycja)                   | 19 grudnia 2011 | - Gra o Tron: Taniec ze Smokami - Gra o Tron: Uczta dla Wron |
| Gra o Tron - Gra Karciana (HBO)             | 2013            | |
| Horror w Arkham                             | 2009            | - Horror w Arkham: Klątwa Czarnego Faraona (2010r) - Horror w Arkham: Król w Żółci (25 stycznia 2012) |
| Jaskinia Trolla                             | 2005            | |
| Keltis                                      | 2008            | |
| Kragmortha                                  | 2007            | |
| Mag•Blast                                   |                 | |
| Osadnicy z Catanu                           | 2005            | - Żeglarze z Catanu (2006r.) - Miasta i Rycerze z Catanu (2007) - Osadnicy z Catanu dla 5/6 graczy (2008) - Żeglarze z Catanu dla 5/6 graczy (2009) - Osadnicy z Catanu - Gra Karciana dla 2 graczy (2009) - Osadnicy z Catanu - Gra Kościan (2010) - Osadnicy z Catanu: Na podbój Europy (17 czerwca 2012)                     |
| Podróż do wnętrza Ziemi                     | 2008            | |
| Posiadłość Szaleństwa                       | 21 lipca 2011   | |
| RuneAge                                     | 7 grudnia 2012  | |
| Runebound (druga edycja)                    | 2006            | - Runebound: Korona starszych królów - Runebound: Berło Kyrosa - Runebound: Kult runów - Runebound: Awatarowie Kelnova - Runebound: Wyspa Strachu (2007) - Runebound: Piaski Al-Kalim (2009) |
| Świat bez Końca                             | 2010            | |
| Talisman Magia i Miecz (czwarta edycja)     |                 | - Talisman Magia i Miecz: Żniwiarz (2009) - Talisman Magia i Miecz: Podziemia (2010) - Talisman Magia i Miecz: Królowa Lodu (2010) - Talisman Magia i Miecz: Góry (2010) - Talisman Magia i Miecz: Smoki (25 stycznia 2012) |
| W osiemdziesiąt dni dookoła świata          |                 | |
| Władca Pierścieni: Konfrontacja             | 2005            | |
| Zaginione Miasta                            | 2005            | |
| Zagłada Atlantydy                           | 3 grudnia 2011  | |
| Zimna Wojna: CIA vs. KGB                    | 23 czerwca 2012 | |
| Znak Starszych Bogów                        | 5 marca 2012    | |
| Złote Miasto                                | 2010            | |